# Hemispingus trifasciatus
Hemispingus trifasciatus е вид птица от семейство Тангарови (Thraupidae).

## Разпространение
Видът е разпространен в Боливия и Перу.